# Chico dos Romances
Francisco Peres de Souza (Piracuruca, 1 de abril de 1939) é um poeta brasileiro. Conhecido por Chico dos Romances, é um poeta de literatura de cordel.

## Biografia
Filho de Paulo Pereira Neris e Gerviz Rosa de Souza, ficou órfão de mãe com pouco mais de um ano de idade e foi criado por uma tia em Piripiri e desde os 10 anos passou a se dedicar em produzir poesias do gênero literatura de cordel, para comercializar sua literatura, assim como todo cordelista, viajou por diverros estados brasileiros com outros cordelistas, entre os quais João Vicente da Silva e outros. Pesquisadores apontam já escreveu por volta de duzentos folhetos de cordel bem como sendo autor de letras de músicas e é membro honorário da Academia de Letras, Ciências e artes de Piripiri- ACALPI.
Atualmente apresenta seus versos numa banca no Mercado Público de Piripiri e se apresenta em escolas, espaços de cultura, bibliotecas e universidades.

## Obras em cordel
Lista a completar:
- A história das sete cidades e a deusa da encantaria
- A alma que foi a festa e brigou com o maldito
- O profeta Jonas e sua viagem a Nínive
- Pequenos dados históricos sobre o piauí
- versos sobre o filósofo Sócrates
- A verdadeira história do major Fidié e a batalha do riacho Jenipapo e Campo Maior